# Al Este

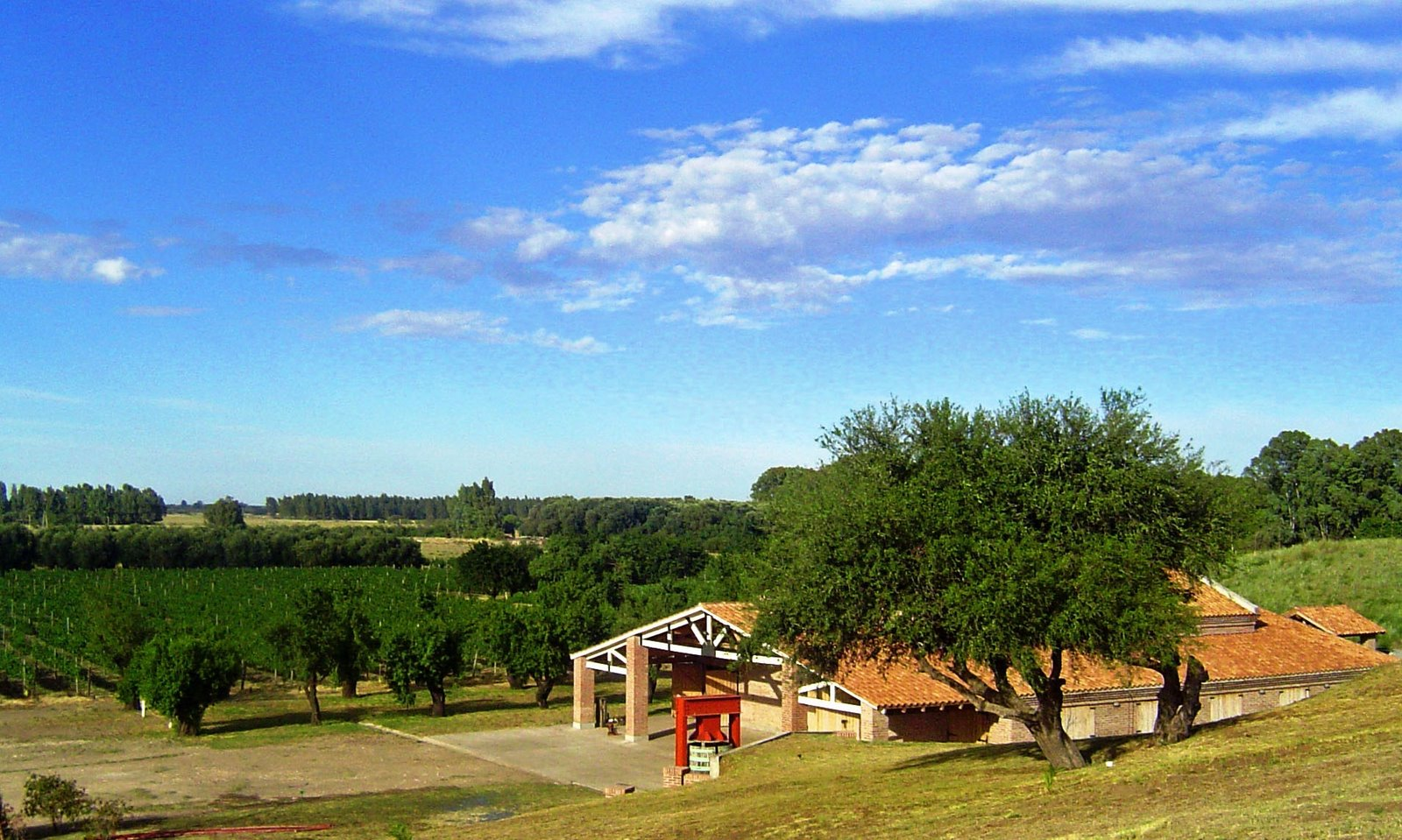
Al Este Bodega y Viñedos em Médanos, Buenos Aires.

Al Este Bodega y Viñedos é um produtor de vinhos premium no Médanos, Buenos Aires, Argentina. É constituída de vinhas contíguas e uma adega, localizada 640 quilômetros ao sul da cidade de Buenos Aires, no extremo sul da província de Buenos Aires ao lado do Oceano Atlântico. O projeto foi desenvolvido sob a direção pessoal do enólogo italiano Alberto Antonini.
Em sua primeira participação em uma competição internacional, Al Este Bodega y Viñedos ganhou uma medalha de prata no Decanter World Wine Awards, em 2009, realizada em Londres e do vinho é classificado em sexto lugar "na lista de recomendações para Decanter o ano de 2009

## História
Vários imigrantes europeus vieram a Medan, no início do século XX, trazendo a tradição vitivinícola. Estes imigrantes desenvolveram uma multidão de pequenas empresas que, juntas, plantação de vinha atingindo cerca de 200 hectares, mas, infelizmente, devido à falta de infra-estrutura, escala e os caprichos do país não foram capazes de completar o processo de produção para fazer o vinho e, finalmente, desapareceram.
O terroir de dunas que haviam sido tradicionalmente dedicado a pastagens e ao cultivo de alho tem semelhanças com o Bordeaux, França em termos de características de solo, clima e proximidade com o mar.
Mais recentemente, a ideia de iniciar um projecto vitivinícola Medanos revivido de uma viagem à França geração renovada confiança no potencial do terroir.
Em 2000, plantou um hectare e meio como um experimento com nove variedades. Em uma segunda etapa, depois de analisar os níveis de qualidade obtidos a partir de cada variedade de uva no Instituto Nacional de Tecnologia Agropecuária (INTA), um adicional de 25 hectares foram plantados com seis variedades principais.

## Variedades
Al Este produz atualmente sete variedades.
- Tintos: Malbec, Cabernet Sauvignon, Merlot, Tannat, Cabernet Franc
- Brancos: Chardonnay, Sauvignon Blanc,

## Adega e vinhas
Os vinhedos estão localizados em 39 graus de latitude sul, onde convergem a Patagônia e os Pampas, cerca de 40 km do Oceano Atlântico. Uma fonte vento ajuda a desenvolver uma pele mais espessa que lhe confere uma cor profunda e de corpo inteiro destes vinhos.
A base geológica da região de dunas consiste de uma placa calcária que faz dele o solo é rico em cálcio. O solo é arenoso, de modo que não retém muita umidade e, consequentemente, o terroir absorve e libera o calor mais rapidamente, resultando em uma maior gama térmica que os benefícios do desenvolvimento e crescimento das uvas.
Topografía: planícies com dunas

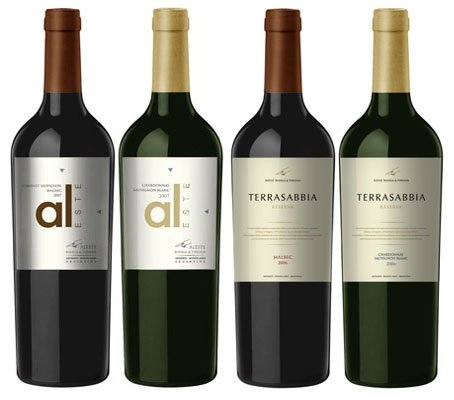
Vinhos Al Este y Terrasabbia.

Solo: areia sobre uma placa calcárea
Sistema de Irrigação: Gotejamento
Proteção antigeada: Irrigação por aspersão
Vindima e seleção: Manual
Sistema de condução: Espaldero
A vinícola produz vinhos tintos e brancos que são envelhecidos em barricas de carvalho francês e americano e engarrafado na adega subterrânea.  É a primeira empresa a colheita, produzir e comercializar vinhos premium na Província de Buenos Aires.